# Силиня, Эвика
Э́вика Си́линя (латыш. Evika Siliņa; род. 3 августа 1975, Рига) — латвийский политический и государственный деятель, юрист. Премьер-министр Латвии с 15 сентября 2023 года, вторая женщина на этом посту после Лаймдоты Страуюмы (2014—2016). В прошлом — министр благосостояния Латвии (2022—2023), депутат XIV Сейма Латвии (1 ноября — 14 декабря 2022).
Член правления партии «Единство», входящей в партийное объединение «Новое единство».

## Биография
Родилась 3 августа 1975 года в Риге. В 1993—1997 годах училась на юридическом факультете Латвийского университета в Риге, получила квалификацию юриста (специалиста юриспруденции). Одновременно в 1996—1997 годах изучала сравнительное конституционное право по программе «Еврофакультет» СГБМ. Продолжила обучение в 1999—2001 годах в Рижской высшей юридической школе, получила степень магистра наук в области международного и европейского права.
В 1995—1997 годах — юрисконсульт в бюро присяжного адвоката Гунтара Антомса.
В 1997—1999 годах — юрисконсульт в компании Koblenz.
В 1998—2003 годах — помощник присяжного адвоката в бюро присяжных адвокатов Lata.
С 2003 по 2012 года вела деятельность индивидуально как присяжный адвокат. Работала с юридическими службами государственных организаций и неправительственными организациями.
С 2017 года публикуется в журнале I'mperfekt.
Помимо родного латышского свободно владеет русским и английским языками.

## Политическая карьера
Баллотировалась на парламентских выборах 2011 года по списку правоцентристской Партии реформ Затлерса, но не была избрана.
В ноябре 2011 года стала внештатным юридическим советником министра внутренних дел Рихарда Козловскиса, в 2012 году — штатным. Предоставляла министру внутренних дел юридические предложения по вопросам разработки государственной политики и её реализации в политике Министерства внутренних дел. В 2013—2019 годах была парламентским секретарём Министерства внутренних дел Латвии. Представляла министерство в Сейме и парламентских комиссиях, управляла и координировала разработку политических документов. В её обязанности входили также вопросы безопасности детей. Представляла министерство в международных организациях (ООН, Интерпол, CEPOL и других).
Является членом правления правоцентристской партии «Единство». Баллотировалась на парламентских выборах 2014 года по списку партии «Единство», но не была избрана. Баллотировалась на парламентских выборах 2018 года по списку партийного объединения «Новое единство», но не была избрана.
Назначена парламентским секретарём премьер-министра в правительстве под руководством премьер-министра Кришьяниса Кариньша, утверждённом Сеймом Латвии 23 января 2019 года. В её обязанности входила координация совместной работы Кабинета министров и Сейма, координация политики по борьбе с отмыванием денег, распространением и финансированием терроризма, вопросы поддержки украинского мирного населения.
По результатам парламентских выборов 1 октября 2022 года избрана депутатом XIV Сейма Латвии по списку партийного объединения «Новое единство».
14 декабря 2022 года получила портфель министра благосостояния Латвии во втором правительстве под руководством премьер-министра Кришьяниса Кариньша.
14 августа 2023 года Кариньш объявил об уходе в отставку. 16 августа на общем собрании «Нового единства» и на заседании думы «Единства» принято решение выдвинуть кандидатуру Силини на пост премьер-министра. 24 августа президент Латвии Эдгар Ринкевич («Единство») официально предложил Эвике Силине сформировать новое правительство. 15 сентября Сейм Латвии утвердил коалиционное правительство под руководством премьер-министра Эвики Силини. В коалицию вошли «Новое единство», «Союз зелёных и крестьян» и левоцентристская партия «Прогрессивные».

## Личная жизнь
Замужем, мать троих детей.
Муж — адвокат Айгарс Сылиньшс (Aigars Siliņš).

## Награды
- Орден княгини Ольги I степени (23 августа 2024 года, Украина) — за весомый личный вклад в укрепление межгосударственного сотрудничества, поддержку суверенитета и территориальной целостности Украины, популяризацию Украинского государства в мире[8]